# Cratere Doris
Doris  è un cratere sulla superficie di Venere.